# Maulisia microlepis
Maulisia microlepis is een straalvinnige vissensoort uit de familie van glaskopvissen (Platytroctidae). De wetenschappelijke naam van de soort is voor het eerst geldig gepubliceerd in 1976 door Sazonov & Golovan.